# Le pagine strappate
Le pagine strappate è un romanzo di Cristina Comencini edito da Feltrinelli e vincitore nel 1992 del Premio Rapallo Carige per la donna scrittrice come miglior opera prima.

## Trama
La giovane e sensibile Federica è colta da una crisi d'identità al momento d'iniziare gli studi universitari.
All'incomunicabilità si aggiunge la solitudine, che è anche quella degli affetti, nel bisogno di un gesto di tenerezza, che per pudore e paura suo padre le ha sempre negato.
Federica incontra, e perderà poi, Marco, ragazzo altrettanto solitario, che vive ai margini della società.
La terribile depressione di Federica induce il padre a fare dei tentativi di avvicinarsi alla figlia, chiusa in un oblio di sé e in una sofferenza troppo profonda per poter essere comunicata.
Soli nella casa delle vacanze a Ischia, il padre sollecita Federica, corpo senza memoria e senza parola, a ricordare e a comunicare le misteriose ragioni della sua malattia.

## Edizioni
- C. Comencini, Le pagine strappate, Milano, Feltrinelli, 2006.